# Brytyjscy posłowie do Parlamentu Europejskiego 1989–1994
Brytyjscy posłowie III kadencji do Parlamentu Europejskiego zostali wybrani w wyborach przeprowadzonych 15 czerwca 1989.

## Lista posłów
Wybrani z listy Partii Pracy
- Gordon Adam
- Richard Balfe
- Roger Barton
- John Bird
- David Bowe
- Janey Buchan
- Ken Coates
- Kenneth Collins
- Peter Crampton
- Christine Crawley
- Wayne David
- Alan Donnelly
- Michael Elliott
- Alexander Falconer
- Glyn Ford
- Pauline Green
- Lyndon Harrison
- Michael Hindley
- Geoff Hoon
- Stephen Hughes
- Alfred Lomas
- Henry McCubbin
- Michael McGowan
- Hugh McMahon
- David Martin
- Thomas Megahy
- David Morris
- Stan Newens
- Eddie Newman
- Christine Oddy
- Anita Pollack
- Mel Read
- Barry Seal
- Brian Simpson
- Alex Smith
- Llewellyn Smith
- George Stevenson
- Kenneth Stewart
- Gary Titley
- John Tomlinson
- Carole Tongue
- Norman West
- Ian White
- Joe Wilson
- Terry Wynn

Wybrani z listy Partii Konserwatywnej
- Christopher Beazley
- Peter Beazley
- Nicholas Bethell
- Bryan Cassidy
- Fred Catherwood
- Margaret Daly
- James Elles
- Paul Howell
- Richard Fletcher-Vane
- Caroline Jackson
- Christopher Jackson
- Edward Kellett-Bowman
- Anne McIntosh
- Edward McMillan-Scott
- James Moorhouse
- Bill Newton Dunn
- Charles Strachey
- Ben Patterson
- Henry Plumb
- Derek Prag
- Peter Price
- Christopher Prout
- Patricia Rawlings
- James Scott-Hopkins
- Madron Seligman
- Richard Simmonds
- Anthony Simpson
- Tom Spencer
- John Stevens
- Jack Stewart-Clark
- Amédée Turner
- Michael Welsh

Wybrana z listy Szkockiej Partii Narodowej
- Winnie Ewing

Wybrany z listy Ulsterskiej Partii Unionistycznej
- Jim Nicholson

Wybrany z listy SDLP
- John Hume

Wybrany z listy Demokratycznej Partii Unionistycznej
- Ian Paisley